# شریف‌لی (کوزان)
شریف‌لی (به ترکی استانبولی: Şerifli) یک منطقهٔ مسکونی در ترکیه است که در قوزان (ترکیه) واقع شده‌است.